# Reserva Natural de Altnurga
A Reserva Natural de Altnurga é uma reserva natural localizada no condado de Jõgeva, na Estónia.
A área da reserva natural é de 98 hectares.
A área protegida foi fundada em 2015 para proteger tipos de habitat valiosos e espécies ameaçadas na aldeia de Altnurga (antiga freguesia de Puurmani).